# تپلیزومب
تپلیزومَب (انگلیسی: Teplizumab) با نام تجاری تزیلد یک پادتن مونوکلونال ضدِ CD3 است که نخستین داروی تأیید شده جهت جلوگیری از بروز «مرحلهٔ سوم دیابت نوع ۱» در بیماران مبتلا به «مرحلهٔ دوم دیابت» محسوب می‌شود.
ناحیهٔ اف‌سی این پادتن به‌گونه‌ای مهندسی شده‌است که خواص غیراتصالی گیرندهٔ اف‌سی دارد.
تپلیزومب در مبتلایان به «مرحلهٔ دوم دیابت نوع ۱» که بیش از ۸ سال سن دارند، قابل استفاده است.
تپلیزومب با همکاری دانشگاه شیکاگو، شرکت داروسازی «اورتو فارماسوتیکال» و شرکت‌سهامی «ماکروجنیکس» ساخته شد و در اجرای نخستین کارآزمایی بالینی فاز ۳ آن، شرکت داروسازی ایلای لی‌لی هم مشارکت داشت. البته پس از شکست نخستین کارآزمایی بالینی فاز ۳ توسط ماکروجنیکس، شرکت «پروونشن بایو» آنرا خرید و با تجزیه و تحلیل بخش‌های مختلف کارآزمایی پیشین، ساخت و توسعهٔ دارو را مجدداً در دست گرفت.
نحوهٔ کارکرد این دارو آن است که از سلول‌های بتای باقی‌مانده در بدن مبتلایان به مرحلهٔ دوم دیابت نوع ۱ محافظت می‌کند. البته تجویز تپلیزومَب تنها در صورتی مؤثر است که در مراحل ابتدایی دیابت تجویز شود که طی آن، هنوز تعدادِ کافیِ سلول‌های بتا جهت حفظ سطح طبیعی قند خون موجود است.
در حال حاضر پژوهشگران مشغول آزمایش و بررسی این دارو جهت جلوگیری از ردِ پیوند آلوژنیک کلیه، درمان القایی پیوند سلول‌های جزیره‌ای لوزالمعده و همچنین درمان آرتریت پسوریاتیک هستند.
یک کارآزمایی بالینی فاز ۲ نشان داد که تپلیزومَب قادر است بروز دیابت را در اعضای خانوادهٔ مبتلایان به دیابت نوع ۱ که علائم پیشرفت به سوی دیابت را نشان می‌دهند، تا حدود دو سال پس از یک دورهٔ درمانی به تعویق بیندازد، و همین موضوع سبب شد تا پزشکان به استفاده از این دارو به‌عنوان یک روش پیشگیرانه (و نه درمانی) برای افرادی که در معرض خطر زیاد دیابت هستند، علاقمند شوند.